# Kalkata
Kalkata (bengálsky: কলকাতা, česky také Kolkata či Kolkátá, anglicky dříve Calcutta) je hlavním městem indického státu Západní Bengálsko, leží ve východní Indii, na východním břehu řeky Huglí naproti městu Háura. Ve městě žije více než 5 milionů lidí, v celé metropolitní oblasti více než 13 milionů. Kalkata je třetím největším městem Indie. Nachází se na poměrně malé ploše 185 km².

## Historie
Objev archeologického naleziště Chandraketugarh, dokazuje, že oblast Kalkaty byla osídlena před více než dvěma tisíci let. Dokumentovaná historie města nicméně začíná až s příchodem Východoindické společnosti roku 1690, kdy společnost zkonsolidovala své obchodní aktivity v Bengálsku. Job Charnock, ředitel Východoindické společnosti, byl tradičně považován za zakladatele města. Nicméně někteří vědci v nedávné době tento ustálený názor zpochybnili a v reakci na bouřlivou veřejnou debatu Vrchní soud roku 2003 rozhodl, že město nebude mít žádného oficiálního zakladatele.

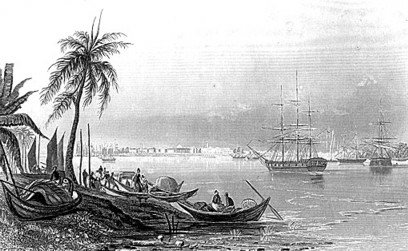
Kolkata roku 1852

Na konci 17. století byla oblast dnešní Kalkaty v držení Nawaba Bengálského, Siraje-Ud-Daulaha a skládala se ze tří vesnic: Kalikaty, Gobindapuru a Sutanuti. Britové v té době potřebovali postavit poblíž Gobindapuru novou pevnost, aby mohli upevnit svou moc nad ostatními zahraničními silami v Indii, zejména Holanďany, Portugalci a Francouzi. Roku 1702 Britové také dokončili stavbu pevnosti Fort William, která sloužila jako regionální základna pro jejich vojska. Kalkata byla ustanovena „prezidentským městem“. Tváří v tvář častým potyčkám s francouzskými silami, rozhodli se Britové roku 1756 své opevnění rozšířit. Proti tomu ovšem ostře protestoval Siraj-Ud-Daulaha, a když byly jeho protesty ignorovány, na pevnost zaútočil a dobyl ji. Tato akce vešla do historie pod nelichotivým označením jako „Černá díra Kalkaty“. Britské síly vedené Robertem Clivem nicméně město následujícího roku dobyly zpět. Roku 1772 byla Kalkata ustanovena hlavním městem Britské Indie, nicméně od roku 1864 byla administrativa v letních měsících pravidelně přesunována do horské stanice Šimla. Na počátku 19. století byly vysušeny močály obklopující město a vládní oblast byla stanovena na březích řeky Hugli. Richard Wellesley, generální guvernér v letech 1797–1805, má velký podíl na rozvoji města a jeho architektury, díky které bývá Kalkata také označována jako „Město paláců“. Město bylo centrem britské Východoindické společnosti v 18. a 19. století, tedy hlavně v době kvetoucího obchodu s opiem.

Kolem roku 1850 byla Kalkata rozdělena na dvě oblasti. Jednu britskou (označovanou jak Bílé město), soustředěnou kolem Chowringhee, druhou indickou (označovanou jako Černé město), nacházející se v severní části Kalkaty. V té doby také ve město došlo k rapidnímu rozvoji průmyslu, zejména textilního a zpracování juty. S tím souvisely masivní britské investice do infrastruktury, zejména do železnice a telegrafu. Důsledkem sbližování britské a indické kultury byl vznik nové indické kasty – Babu, jejíž členové byli nejčastěji úředníci nebo jiní byrokrati, anglofilové, kteří se často rekrutovali z vyšších hinduistických kast. Během 19. století, v období sociokulturní reformy, tzv. bengálské renesance, došlo k všeobecné změně v myšlení Indů, stali se sebevědomějšími a průbojnějšími. Roku 1883 zorganizoval Surendranath Banerjee první celonárodní konferenci – první svého druhu v tom století v Indii. Kalkata se postupně stala centrem indického hnutí za nezávislost a vzniklo zde mnoho revolučních skupin. Rozdělení Bengálska roku 1905 bylo důvodem všeobecného bojkotu britského zboží (hnutí Swadeshi). Tyto aktivity, spolu s již nevyhovující polohou Kalkaty na východním okraji Indie, výrazně přispěly k rozhodnutí Britů přesunout v roce 1911 hlavní město do Nového Dillí. 

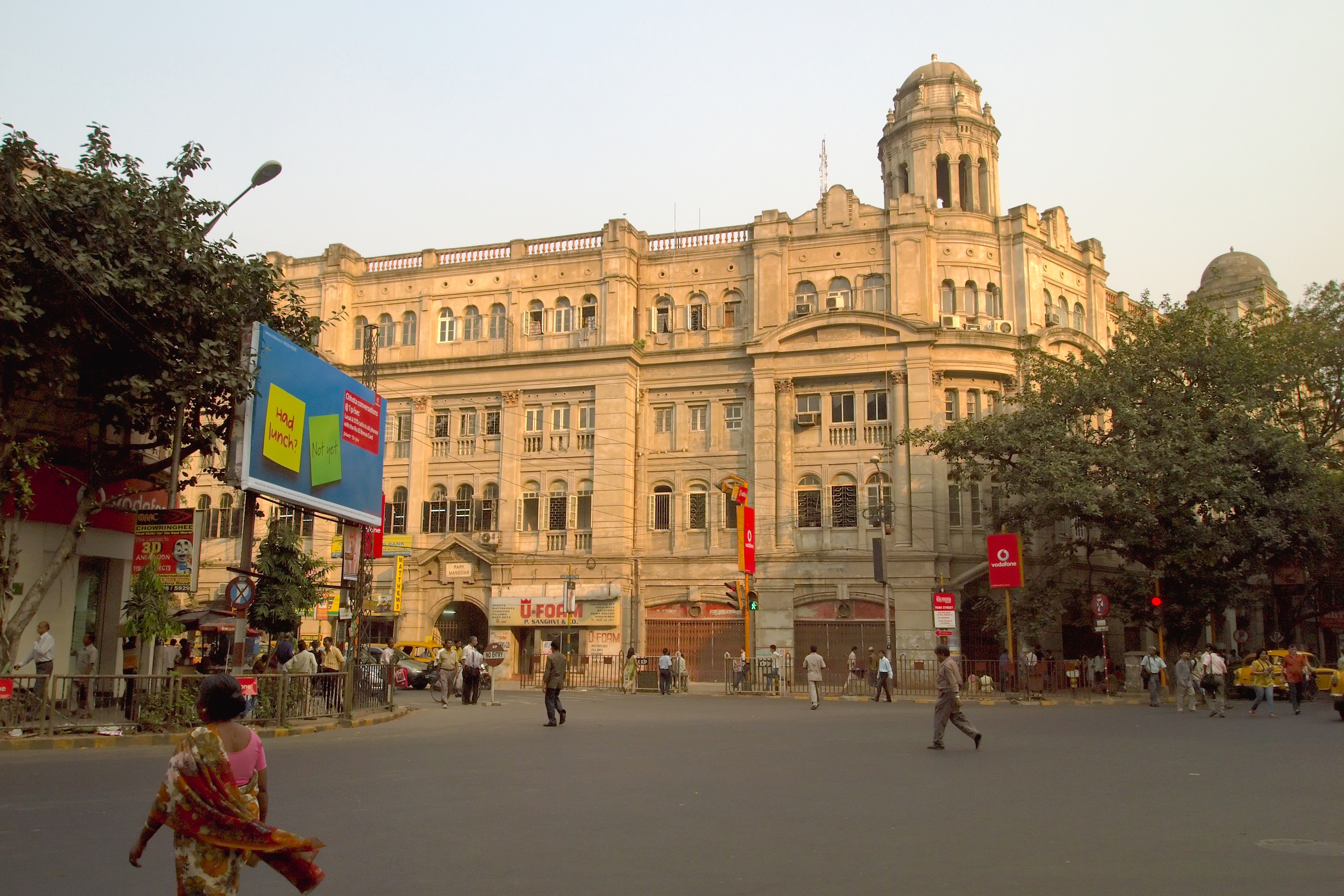
Kalkata

Město a jeho přístav byly během 2. světové války několikrát bombardovány japonským letectvem, poprvé 20. prosince 1942 a naposledy 24. prosince 1944. Během války zemřely ve městě milióny lidí následkem Bengálského hladomoru, který byl zapříčiněn kombinací vojenských, administrativních a přírodních faktorů. Roku 1946 vedly požadavky na vytvoření muslimského státu k silným výbuchům násilí, jemuž padlo za oběť na 4000 lidí. Rozdělení Indie bylo příčinou dalšího podobného výbuchu a následných velmi výrazných změn ve složení obyvatelstva – mnoho muslimů odešlo do Východního Pákistánu, zatímco statisíce Hindů naopak do města přišlo. V 60. a 70. letech se město dostalo do ekonomické stagnace, částečně díky častým výpadkům dodávek elektřiny a vody, částečně díky marxisticko-maoistickému hnutí naxalitů, jehož stoupenci poničili velkou část městské infrastruktury. Roku 1971 v důsledku války mezi Indií a Pákistánem do města přišly další tisíce uprchlíků, což znamenalo další nápor pro již tak nedostačující infrastrukturu města. V polovině 80. let předstihla Bombaj v počtu obyvatel. Kalkata je silnou základnou indického komunistického hnutí, v letech 1977–2011 bylo Západní Bengálsko z Kalkaty řízeno levicovou frontou, která byla ovládána Komunistickou stranou Indie (CPM). Šlo o nejdéle demokraticky zvolenou komunistickou vládu na světě. Hospodářské oživení města opět nabralo na obrátkách po zavedení vládních ekonomických reforem v polovině 90. let. Do roku 2000 má na růstu města rozhodující podíl IT průmysl a ve městě ožívá také výrobní sektor.

## Obyvatelstvo
|             |             |  |      |      |
| Hinduismus  | Hinduismus  |  | 73 % | 73 % |
| Islám       | Islám       |  | 23 % | 23 % |
| Křesťanství | Křesťanství |  | 2 %  | 2 %  |
| Džainismus  | Džainismus  |  | 1 %  | 1 %  |

| \| rok \| \| \| \| obyvatel \| \| 1981 \| 1981 \| \| 9 194 000 \| 9 194 000 \| \| 1991 \| 1991 \| \| 11 021 900 \| 11 021 900 \| \| 2001 \| 2001 \| \| 13 114 700 \| 13 114 700 \| |      |  |            |            |
| rok |      |  |            | obyvatel   |
| 1981 | 1981 |  | 9 194 000  | 9 194 000  |
| 1991 | 1991 |  | 11 021 900 | 11 021 900 |
| 2001 | 2001 |  | 13 114 700 | 13 114 700 |

Obyvatelům Kalkaty se říká Kalkaťané. Roku 2001 žilo v samotném městě 4 580 544 obyvatel, zatímco v celé aglomeraci 13 216 546 obyvatel. Odhady za rok 2009 jsou o něco vyšší, podle projektu organizovaného městem je počet obyvatel v Kalkatě 5 080 519. Poměr mužů a žen je 928 žen na 1000 mužů, což je méně, než činí indický průměr, protože mnoho pracujících mužů přišlo do města z venkovských oblastí (hlavně Bihar), kde zanechali své rodiny. Míra gramotnosti ve městě činí 81%, což je více než činí celonárodní průměr.
Bengálci tvoří většinu obyvatel Kalkaty, spolu s Marwari a Bihary (většinou dělníci, kteří se stěhují do města za prací). K tomu je v Kalkatě mnoho národnostních menšin, zejména Číňané, Tamilové, Nepálci, Gudžaráti, Tibeťané, ale i Arméni nebo Řekové. Bengálština je ve městě dominantním jazykem, který má také status jazyka oficiálního. Používá se také angličtina, zejména mezi tzv. bílými límečky. V Kalkatě se ovšem setkáte s mnoha dalšími jazyky, což je dáno pestrým zastoupením národnostních menšin. V roce 2004 bylo v Kalkatě hlášeno 67,6 % porušení zákona ze všech 35 indických velkoměst. V témže roce evidovala městská policie 10 757 případů, čímž se Kalkata umístila na 10. místě celonárodního žebříčku kriminality. Naproti tomu podle údajů z roku 2006 připadá v Kalkatě na 100 000 obyvatel 71 trestných činů, což je hluboko pod celonárodním průměrem (167,7).

## Klimatické podmínky
V oblasti městské aglomerace je tropické klima. Průměrná roční teplota je 26,8 °C. Extrémy dosahují 5 °C až 44 °C. V prosinci a lednu klesají na 12 °C až 14 °C. Deště s sebou přináší mezi červnem až zářím jihovýchodní monzun z oblasti Bengálského zálivu.
| Klimatická data o Kalkatě   | Klimatická data o Kalkatě | Klimatická data o Kalkatě | Klimatická data o Kalkatě | Klimatická data o Kalkatě | Klimatická data o Kalkatě | Klimatická data o Kalkatě | Klimatická data o Kalkatě | Klimatická data o Kalkatě | Klimatická data o Kalkatě | Klimatická data o Kalkatě | Klimatická data o Kalkatě | Klimatická data o Kalkatě | Klimatická data o Kalkatě |
| měsíc                       | Leden                     | Únor                      | Březen                    | Duben                     | Květen                    | Červen                    | Červenec                  | Srpen                     | Září                      | Říjen                     | Listopad                  | Prosinec                  | rok                       |
| --------------------------- | ------------------------- | ------------------------- | ------------------------- | ------------------------- | ------------------------- | ------------------------- | ------------------------- | ------------------------- | ------------------------- | ------------------------- | ------------------------- | ------------------------- | ------------------------- |
| Průměrná nejvyšší teplota°C | 26.6                      | 29.7                      | 34.0                      | 36.3                      | 36.0                      | 34.1                      | 32.2                      | 32.0                      | 32.2                      | 31.9                      | 29.8                      | 27.0                      | 29.0                      |
| Průměrná nejnižší teplota°C | 13.9                      | 16.9                      | 21.7                      | 25.1                      | 26.4                      | 26.5                      | 26.1                      | 26.1                      | 25.8                      | 24.0                      | 18.9                      | 14.3                      | 18.6                      |
| Srážky mm                   | 16.8                      | 22.9                      | 32.8                      | 47.7                      | 101.7                     | 259.9                     | 331.8                     | 328.8                     | 295.9                     | 151.3                     | 17.2                      | 7.4                       | 1,614.2                   |
| Zdroj:                      |                           |                           |                           |                           |                           |                           |                           |                           |                           |                           |                           |                           |                           |

## Doprava

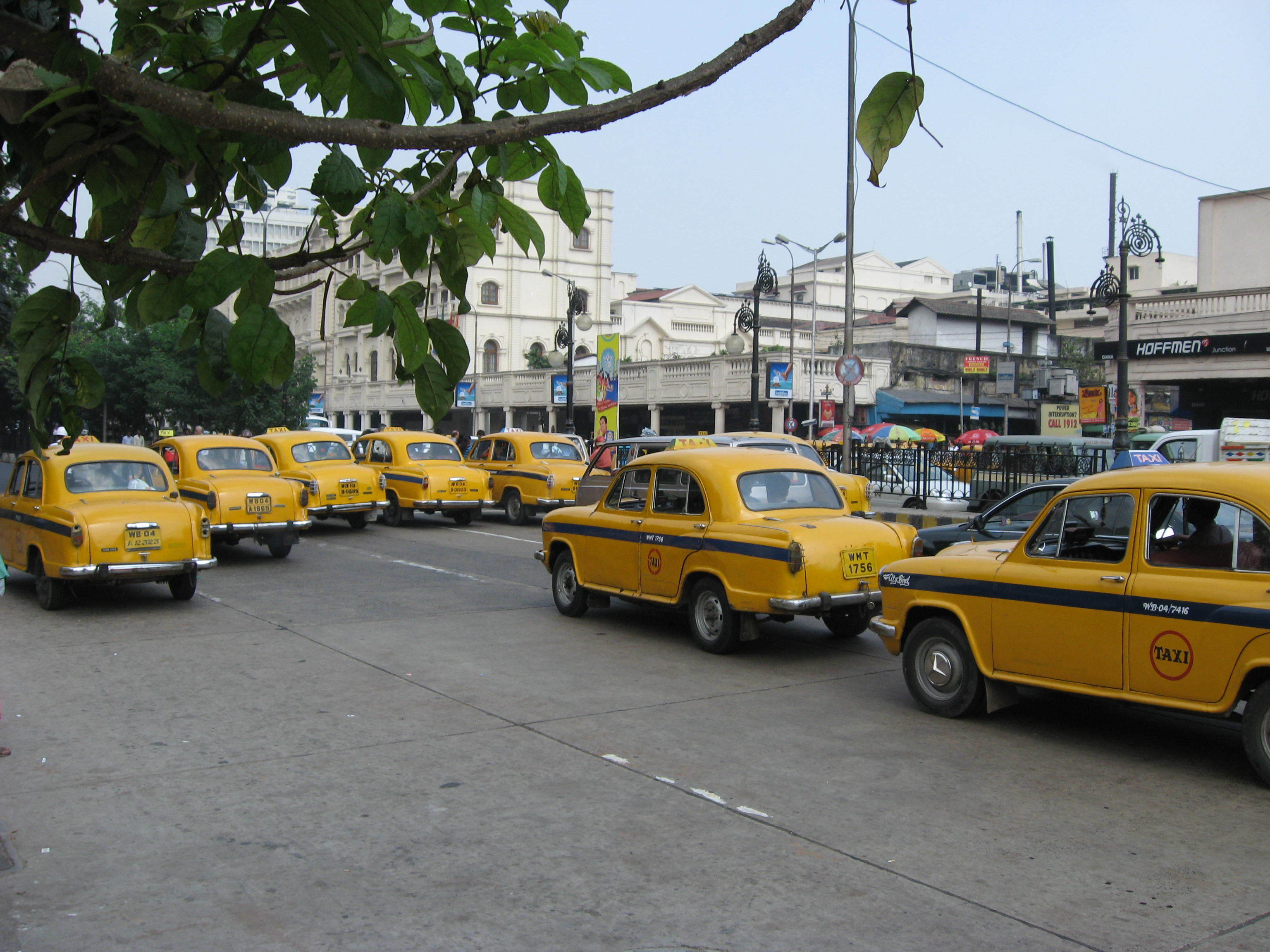
Taxi značky Ambassador v kalkatské čtvrti Esplanade

Veřejnou dopravu zajišťuje společnost Kalkata suburban railway, navzdory svému názvu zajišťuje metro, tramvaje i autobusy. Městská dopravní síť je poměrně široká a zasahuje i do poměrně vzdálených částí aglomerace.
Kalkatské metro je nejstarší metro v Indii a je v provozu od roku 1984. Autobusy jsou nejoblíbenějším typem dopravy ve městě a provozují je jak státní podnik, tak soukromí operátoři. Kalkata je také jediným indickým městem, ve kterém existuje funkční tramvajová síť, ačkoli doprava tramvají je v Kalkatě pomalá a síť má jen omezený rozsah. Veřejná doprava je v monzunovém období poměrně často narušována silnými dešti.
Ve výčtu dopravních prostředků nelze opomenout žluté taxi (vybavené taxametry), zatímco autorikšové jezdí po poměrně specifických cestách. Skoro všechny taxíky v Kalkatě jsou značky Ambassador, což je oproti ostatním indickým místům poměrně neobvyklé, většinou převažují vozy Tata. V některých částech města operují stále ještě cyklorikšové nebo přímo rikši tažené lidmi. Obecně není vlastnictví osobního vozu v Kalkatě příliš časté, méně časté než v jiných indických městech, což je dané frekvencí hromadné dopravy a v neposlední řadě hustotou provozu. Nicméně počet registrovaných osobních automobilů ve městě roste, v roce 2002 od roku 1995 přibylo 44 % automobilů. Silnice zabírají pouhých 6 % z rozlohy města (v Dillí je to 23 % a 17 % v Bombaji), což představuje hlavní dopravní problém Kalkaty.
Kalkatským hlavním letištěm je mezinárodní letiště Subháse Čandry Boseho, které leží přibližně osmnáct kilometrů severovýchodně od centra u města Dam Dam. V pořadí nejrušnějších letišť v rámci celé Indie se dlouhodobě pohybuje kolem pátého místa.

## Kultura
V Kalkatě sídlí Národní knihovna Indie, Kalkatská univerzita a Indické muzeum.

## Partnerská města
- Inčchon, Jižní Korea (2007)
- Karáčí, Pákistán
- Kanton, Čína (2007)
- Kchun-ming, Čína
- Long Beach, Spojené státy americké
- Neapol, Itálie
- Oděsa, Ukrajina (leden 1980)